# Ivanteyevka
Ivanteyevka (em russo:  Иванте́евка) é uma cidade russa localizada na óblast de Moscou.